# Moraea textilis
Moraea textilis là một loài thực vật có hoa trong họ Diên vĩ. Loài này được (Welw. ex Baker) Baker miêu tả khoa học đầu tiên năm 1878.